# 島根大学医学部附属病院

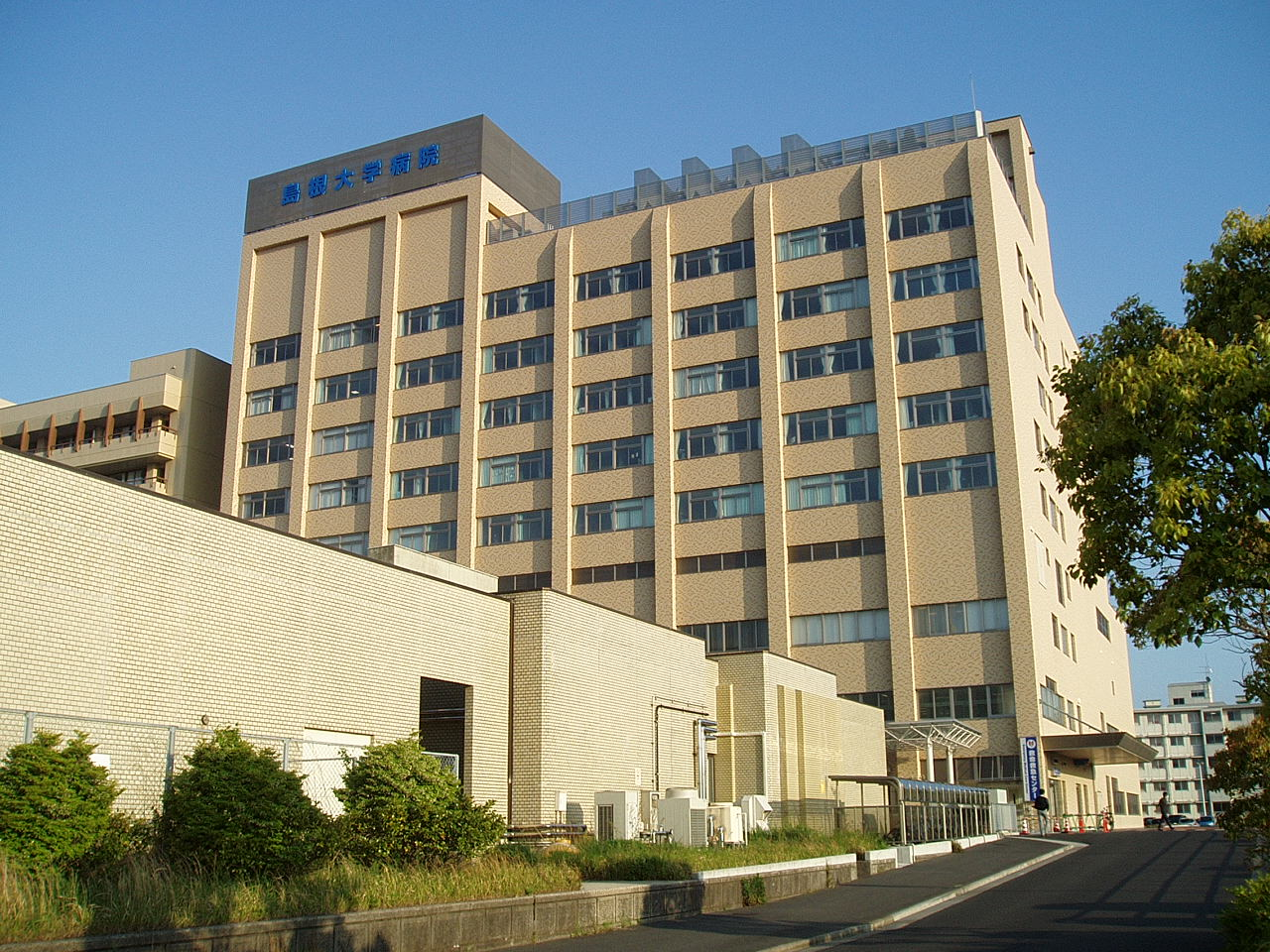
C病棟

島根大学医学部附属病院（しまねだいがくいがくぶふぞくびょういん、英語: Shimane University Hospital）は、島根県出雲市にある国立大学法人島根大学医学部附属の大学病院である。日本初の生体肝移植が行われた病院である。2024年6月時点、島根県選挙管理委員会より、不在者投票のできる施設の一つとして指定されている。

## 沿革
- 1979年（昭和54年）
  - 4月1日 - 島根医科大学医学部附属病院開設。
  - 10月15日 - 診療開始。
- 1989年（平成元年）11月13日 - 第二外科助教授永末直文のチームにより、日本初の生体肝移植が行われる。
- 2003年（平成15年）10月1日 - 島根大学と島根医科大学が統合され、島根大学となったことにより、島根大学医学部附属病院と改称。
- 2015年（平成27年）12月 -　「炎症性腸疾患センター」を開設[1]。
- 2016年（平成28年）4月1日 - 「高度外傷センター」を開設。
- 2017年（平成29年）4月17日 - 小児患者に付き添う家族らの宿泊施設「だんだんハウス」を開設[4]。

## 診療科目
- 内科
  - 内分泌代謝内科
  - 血液内科
  - 膠原病内科
  - 神経内科
  - 消化器内科
  - 肝臓内科
  - 循環器内科
  - 呼吸器・腎臓内科
- 外科
  - 消化器外科
  - 肝・胆・膵外科
  - 乳腺・内分泌外科
  - 小児外科
  - 心臓血管外科
  - 呼吸器外科
- 皮膚科
- 整形外科
- 耳鼻咽喉科
- 小児科
- 脳神経外科
- 眼科
- 精神科神経科
- 泌尿器科
- 麻酔科
- 放射線科
- 産科・婦人科
- 歯科口腔外科

## 医療機関の指定等
- 保険医療機関
- 労災保険指定医療機関
- 指定自立支援医療機関（更生医療・育成医療・精神通院医療）
- 生活保護法指定医療機関
- 身体障害者福祉法指定医の配置されている医療機関
- 精神保健指定医の配置されている医療機関
- 結核指定医療機関
- 指定養育医療機関
- 戦傷病者特別援護法指定医療機関
- 原子爆弾被害者一般疾病医療取扱医療機関
- 特定機能病院
- へき地医療拠点病院
- 臨床研修指定病院
- 臨床修練指定病院
- がん診療連携拠点病院
- エイズ治療拠点病院
- 肝疾患診療連携拠点病院
- 特定疾患治療研究事業委託医療機関
- DPC対象病院
- 小児慢性特定疾患治療研究事業委託医療機関
- 認知症疾患医療センター（基幹型）
- 公益財団法人日本医療機能評価機構認定病院[5]
- このほか、各種法令による指定・認定病院であるとともに、各学会の認定施設でもある。

## 一般施設
- 食堂
- 売店
- コンビニエンスストア（ファミリーマート[6]）
- カフェ
- 理容室
- 美容室
- 自動販売機
- 島大医学部病院内簡易郵便局
- ATM（山陰合同銀行・JAしまね）[7]
- 患者図書室

## 不祥事
- 2018年11月13日（報道） - 島根県出雲市で女性2人が殺害された事件で、病院の関係者延べ312人が、この被害者の電子カルテを閲覧していたことが判った。電子カルテを閲覧できるのは医師や看護師ら計約1千人。閲覧は事件が起きた5日から始まり、アクセス集中を不審に思った担当者が7日に閲覧できないようにした。カルテには患者の住所氏名、けがの状態が記されていた。当院は取材に、外部流出は確認されていないと説明。「（アクセスは）一部を除き無関係なものと推測される」とした上で、「患者の情報をみだりに閲覧してはならないとする内部規定に抵触するおそれがある」としている[8]。

## 交通アクセス
- JR西日本山陰本線「出雲市駅」南口から徒歩20分・タクシー5分
- JR西日本山陽本線「出雲市駅」から一畑バス「日御碕線・大社線（ゆめタウン経由便）・小田線・須佐線上塩冶車庫行」・「須佐線出雲須佐行」またはスサノオ観光「根波線根波車庫行」に乗車、「島根大学病院」停留所で下車。

## 周辺
- 上塩冶築山古墳 - 国史跡
- 上塩冶地蔵山古墳 - 国史跡
- 今岡美術館
- 出雲市民会館
- ビッグハート出雲
- しまね花の郷
- 出雲市駅